# Два дана, једна ноћ
Два дана, једна ноћ (фр. Deux jours, une nuit) белгијски је филм браће Дареден из 2014. у коме главну улогу тумачи Марион Котијар.
Премијерно је приказан на Канском филмском фестивалу 2014. где је био номинован за Златну палму, а био је и белгијски кандидат за Оскара 2014. године, иако није номинован за ову награду. Марион Котијар је за своју изведбу освојила Европску филмску награду за најбољу глумицу у главној улози и била номинована за награде бројних удружења филмских критичара у истој категорији.

## Радња
Сандра је млада мајка и радница у малој фабрици која се бави производњом соларних панела у Серену, индустријском граду у белгијској општини Лијеж. Након нервног слома, приморана је да неко време одсуствује са посла, али током њеног боловања управа фабрике схвата да су радници способни да без ње обаве исту количину посла уз продужено радно време. Радиницима се нуди опција да изаберу између своје колегинице Сандре и бонуса у износу од 1.000 евра. Већина њих одлучује се за другу опцију, али директор пристаје да им пружи још једну прилику за гласање, те Сандра током викенда посећује своје колеге и покушава да их убеди да одустану од бонуса како би могла да задржи своје радно место.